# Centro di studi latinoamericani
Il Centro de Estudios Latinoamericanos (CELA: Centro di Studi Latinoamericani) è un dipartimento della facoltà di scienze politiche e sociali dell'UNAM (Università Nazionale Autonoma del Messico) che svolge ricerca e didattica delle scienze sociali nell'area latinoamericana. Fu fondato da Pablo González Casanova nel 1960. L'attuale direttore è José María Calderón.
Il CELA pubblica ogni semestre la rivista specializzata Estudios Latinoamericanos ed organizza, in ogni periodo scolastico, un seminario permanente sull'attualità latinoamericana.
| Controllo di autorità | VIAF (EN) 126574231 · ISNI (EN) 0000 0001 2248 2045 · LCCN (EN) n79067991 · J9U (EN, HE) 987007322655605171 |